# 1-й Тупиковий провулок (Київ)
1-й Тупиковий провулок — провулок у Дарницькому районі міста Київ, у місцевості Бортничі. Пролягає від вулиці Березневої паралельно вулиці Криничній та 3-му Березневому провулку, завершується глухим кутом.

## Історія
Провулок виник у XX столітті, офіційна назва зафіксована у 2010-х роках.